# Mustafa Shehdeh
Mustafa Shehdeh Abu Romeh (Amman, 5 febbraio 1978) è un ex calciatore giordano, di ruolo centrocampista.

## Caratteristiche tecniche
Era un trequartista.

## Carriera

### Nazionale
Ha debuttato in Nazionale il 19 agosto 2002, nell'amichevole Giordania-Sudan (0-0). Ha messo a segno la sua prima rete con la maglia della Nazionale il 7 settembre 2002, in Iraq-Giordania (3-2 dts), siglando la rete del momentaneo 0-1 al 2º minuto del primo tempo regolamentare. Ha partecipato, con la Nazionale, alla Coppa d'Asia 2004. Ha collezionato in totale, con la maglia della Nazionale, 17 presenze e due reti.

## Palmarès

### Club

#### Competizioni nazionali
- Coppa della Giordania: 1

Shabab Al-Ordon: 2006-2007

#### Competizioni internazionali
- Coppa dell'AFC: 1

Shabab Al-Ordon: 2006-2007